# 양주시 (선거구)
양주시는 대한민국의 폐지된 국회의원 선거구이다. 당시 경기도 양주시 전 지역을 관할했다.

## 역사
제20대 국회의원 선거를 앞두고 양주시·동두천시 선거구에서 양주시 지역이 단독 선거구를 이루게 되면서 신설되었다.
제22대 국회의원 선거를 앞두고 선거구 개편으로 인해 양주시 은현면, 남면이 동두천시·연천군 선거구에 편입되면서 동두천시·양주시·연천군 을 선거구를 이루고 나머지 지역이 동두천시·양주시·연천군 갑 선거구를 이루게 됨에 따라 폐지되었다.

## 관할 구역
- 양주시 전역

## 역대 국회의원
| 선거   | 정당 | 정당         | 의원   |
| ------ | ---- | ------------ | ------ |
| 2016년 |      | 더불어민주당 | 정성호 |
| 2020년 |      | 더불어민주당 | 정성호 |

## 역대 선거 결과

### 대한민국 제20대 국회의원 선거
|  | 61.39% |

|  | 38.60% |

### 대한민국 제21대 국회의원 선거
|  | 62.64% |

|  | 36.21% |

|  | 1.13% |